# Obervald
Obervald är en kulle i Tjeckien.   Den ligger i regionen Liberec, i den norra delen av landet, 70 km norr om huvudstaden Prag.